# 北桧山テレビ中継局
北桧山テレビ中継局（きたひやまテレビちゅうけいきょく）は、北海道久遠郡せたな町にあるテレビ中継局である。

## 概要
- 当中継局には、NHK函館放送局総合テレビ・教育テレビと在札民放テレビ局のアナログ中継局がある。なお、ここでは2009年12月に開局した地上デジタルテレビジョン放送中継局についても併せて記述する。

## 施設概要

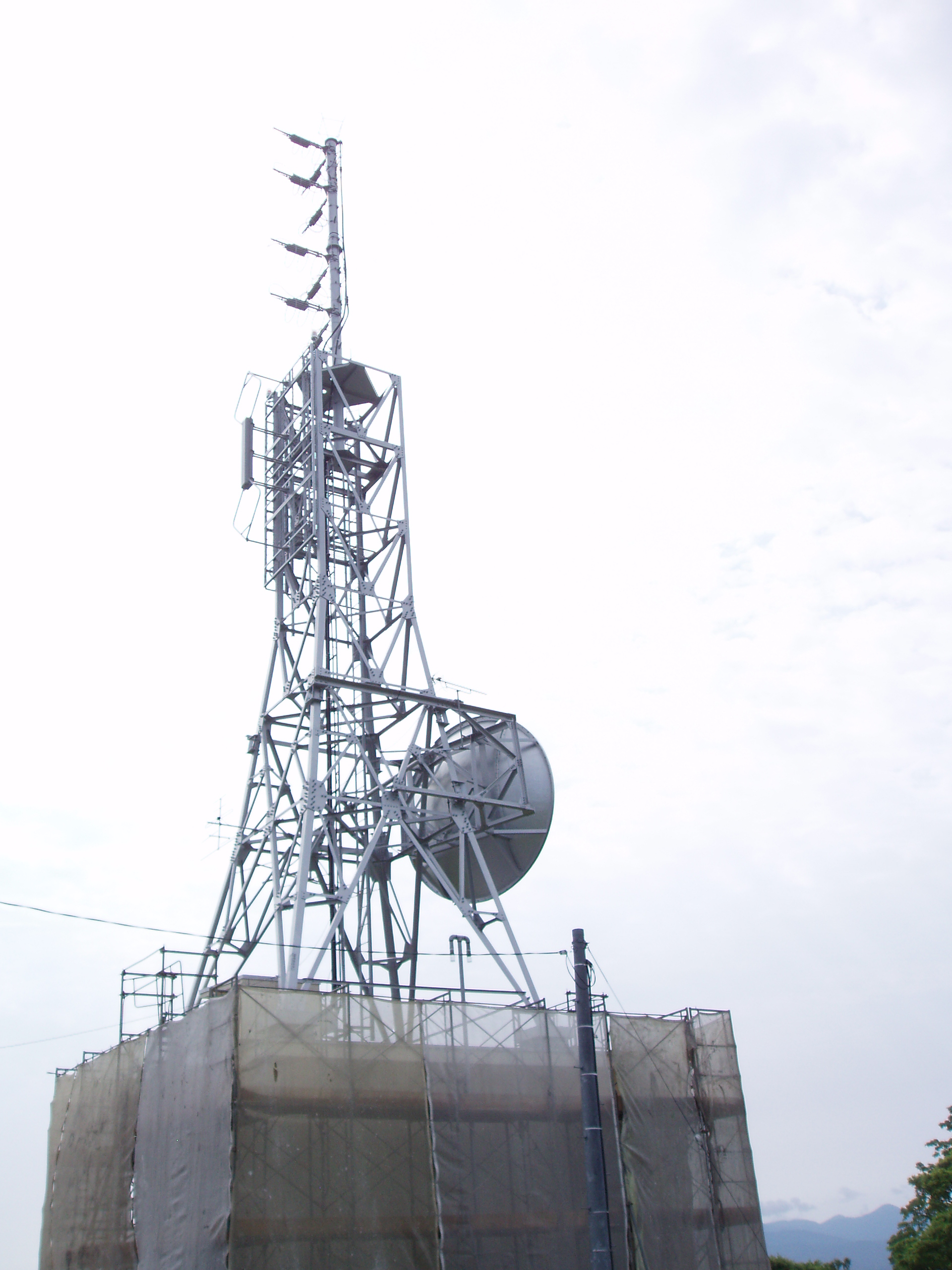
北桧山中継局（NHK）
デジタルは民放各局も包含

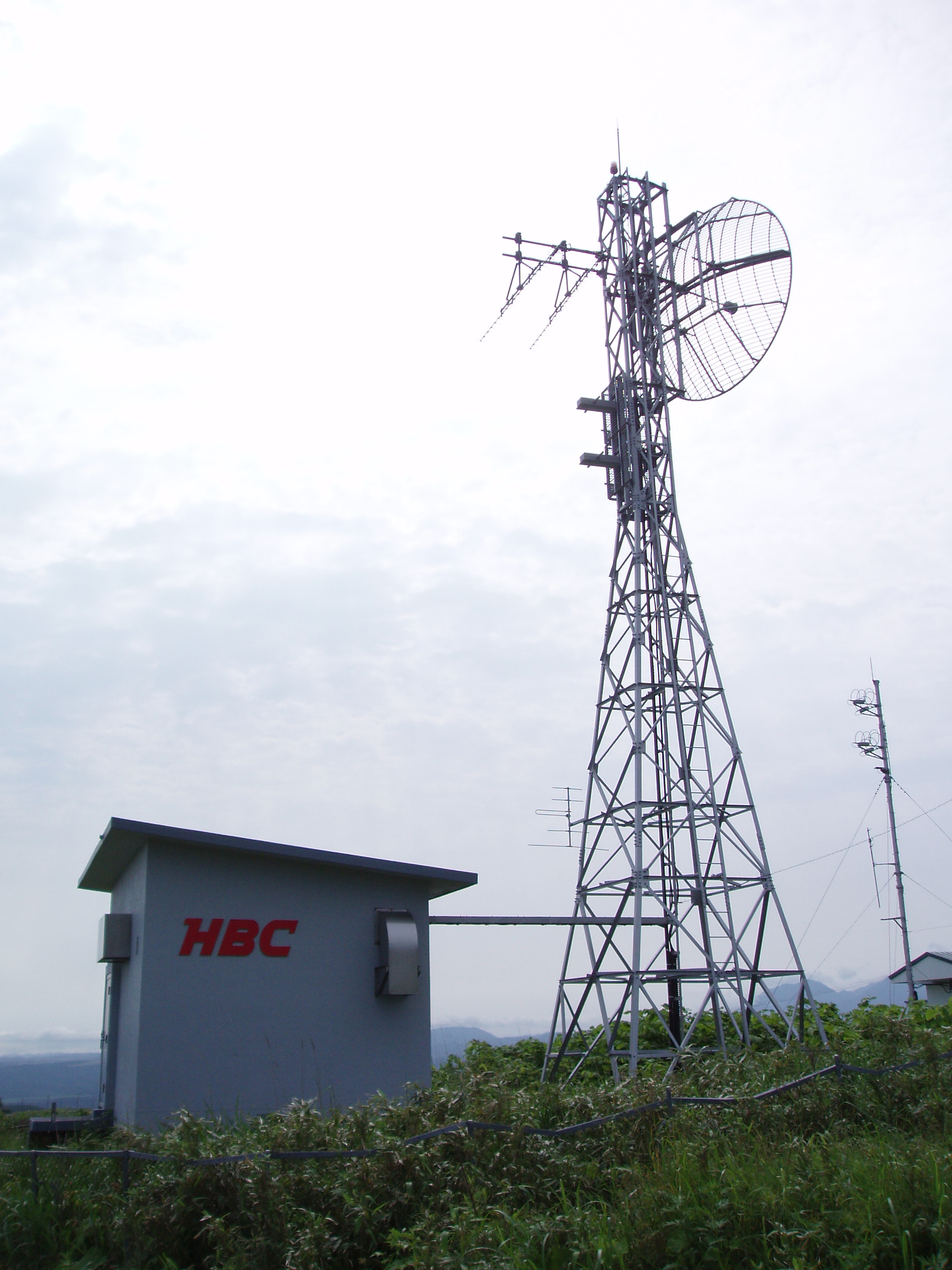
北桧山中継局（HBCアナログ）

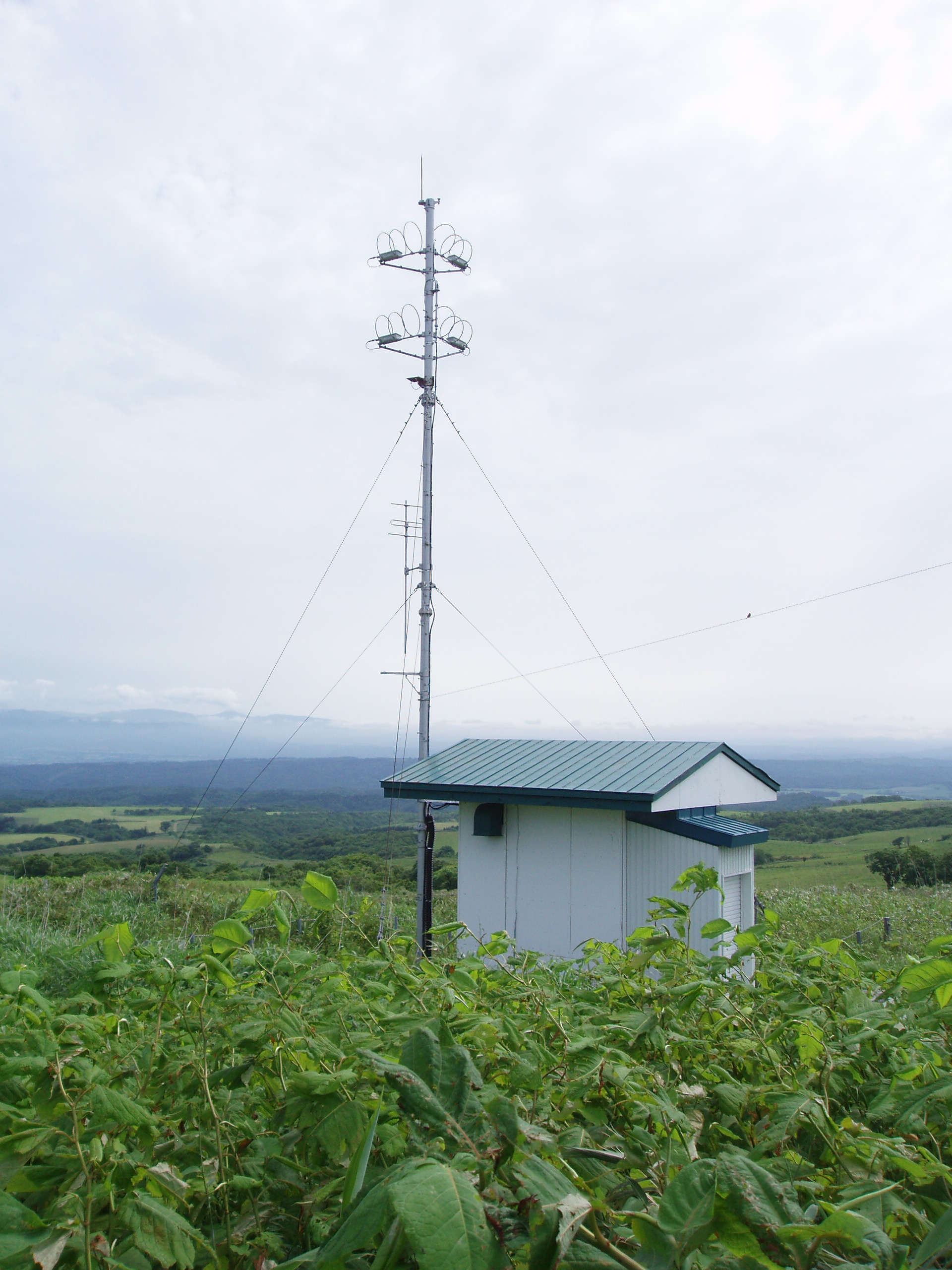
北桧山中継局（STVアナログ）

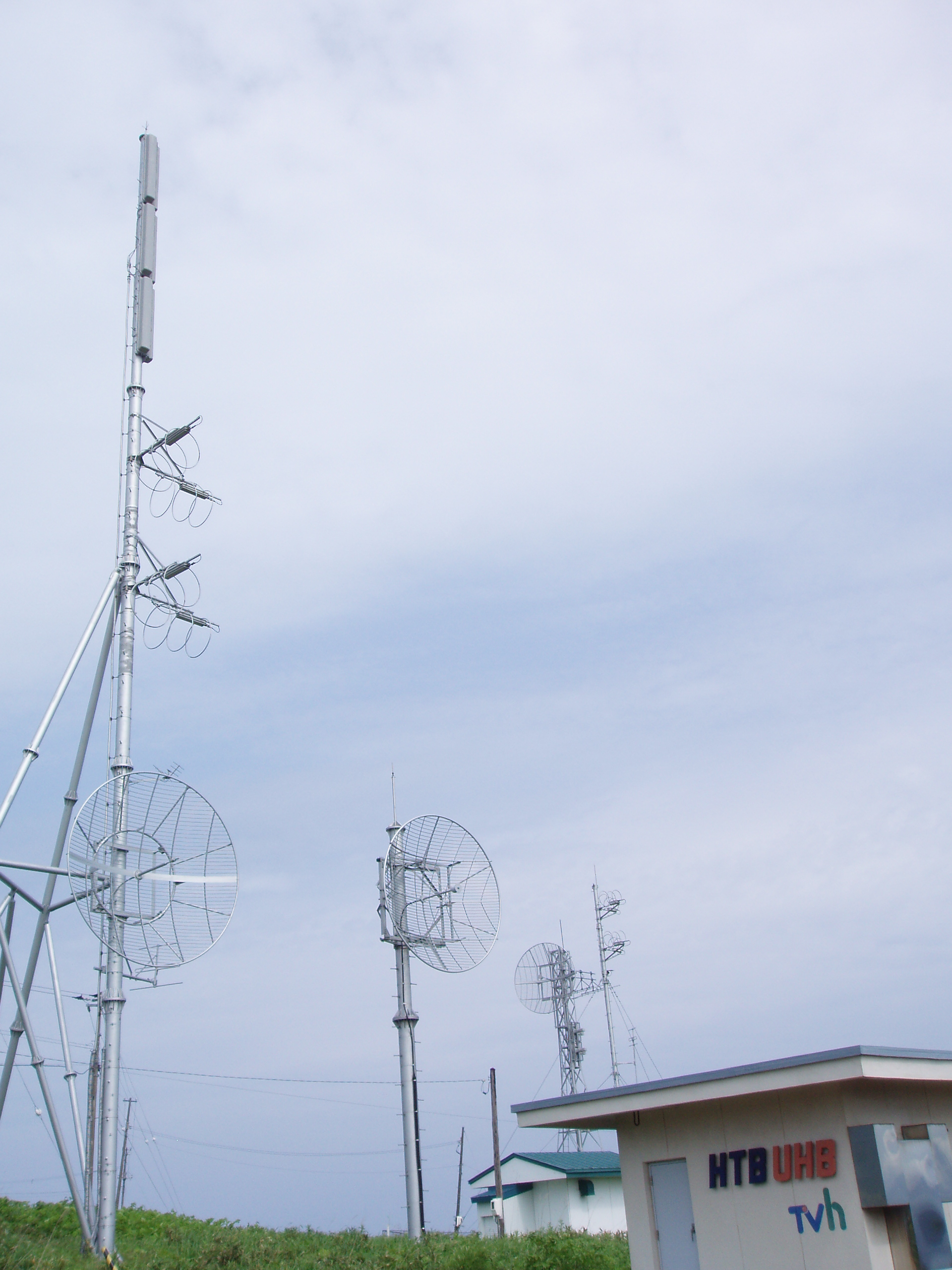
北桧山中継局（HTB・UHB・TVhアナログ）

### デジタルテレビ放送
| リモコン キーID | 放送局名             | チャンネル 番号 | 空中線 電力 | ERP  | 偏波面   | 放送対象地域          | 放送区域 内世帯数 | 運用開始日     |
| --------------- | -------------------- | --------------- | ----------- | ---- | -------- | --------------------- | ----------------- | -------------- |
| 1               | HBC 北海道放送       | 44              | 10W         | 145W | 水平偏波 | 北海道                | 約5,200世帯       | 2009年 12月1日 |
| 2               | NHK 函館教育         | 42              | 10W         | 140W | 水平偏波 | 全国                  | 約5,200世帯       | 2009年 12月1日 |
| 3               | NHK 函館総合         | 45              | 10W         | 150W | 水平偏波 | 道南圏 （渡島・檜山） | 約5,200世帯       | 2009年 12月1日 |
| 5               | STV 札幌テレビ放送   | 43              | 10W         | 150W | 水平偏波 | 北海道                | 約5,200世帯       | 2009年 12月1日 |
| 6               | HTB 北海道テレビ放送 | 23              | 10W         | 150W | 水平偏波 | 北海道                | 約5,200世帯       | 2009年 12月1日 |
| 7               | TVh テレビ北海道     | 46              | 10W         | 150W | 水平偏波 | 北海道                | 約5,200世帯       | 2009年 12月1日 |
| 8               | UHB 北海道文化放送   | 25              | 10W         | 155W | 水平偏波 | 北海道                | 約5,200世帯       | 2009年 12月1日 |

- 放送エリアは、せたな町・今金町の各一部。
- 2009年10月19日に予備免許交付、11月1日に試験電波発射、12月1日に本免許交付で、同日から本放送開始。

### アナログテレビ放送
| チャンネル 番号 | 放送局名             | 空中線 電力       | ERP                  | 偏波面   | 放送対象地域         | 放送区域 内世帯数 | 運用開始日     |
| --------------- | -------------------- | ----------------- | -------------------- | -------- | -------------------- | ----------------- | -------------- |
| 3               | HTB 北海道テレビ放送 | 映像100W/ 音声25W | 映像330W/ 音声83W    | 水平偏波 | 北海道               | 5,584世帯         | 1978年 7月21日 |
| 4               | NHK 函館総合         | 映像100W/ 音声25W | 映像300W/ 音声75W    | 水平偏波 | 道南圏（渡島・檜山） | 5,584世帯         | 1964年 8月29日 |
| 6               | STV 札幌テレビ放送   | 映像100W/ 音声25W | 映像300W/ 音声75W    | 水平偏波 | 北海道               | 5,584世帯         | 1965年 9月27日 |
| 10              | HBC 北海道放送       | 映像100W/ 音声25W | 映像310W/ 音声77W    | 水平偏波 | 北海道               | 5,584世帯         | 1968年 12月5日 |
| 12              | NHK 函館教育         | 映像100W/ 音声25W | 映像300W/ 音声74W    | 水平偏波 | 全国                 | 5,584世帯         | 1964年 8月29日 |
| 32              | TVh テレビ北海道     | 映像100W/ 音声25W | 映像1.75kW/ 音声440W | 水平偏波 | 北海道               | 5,584世帯         | 1996年冬       |
| 34              | UHB 北海道文化放送   | 映像100W/ 音声25W | 映像1.75kW/ 音声430W | 水平偏波 | 北海道               | 5,584世帯         | 1978年 7月21日 |

- 2011年7月24日をもってすべて廃止された。
- HTBの中継局は、渡島・檜山地方で唯一、VHFで送信していた。

## 放送エリア
- せたな町（大成区は奥尻大成中継局のエリア）・今金町の一部。

## 放送局の管轄
- アナログ放送ではNHK・HBC・STV・HTB・TVhは函館送信所の管轄、UHBは室蘭送信所の管轄の下にあったが、デジタル放送では全局が函館送信所の管轄となっている。